# Léhon
Pour l’article ayant un titre homophone, voir Léon.

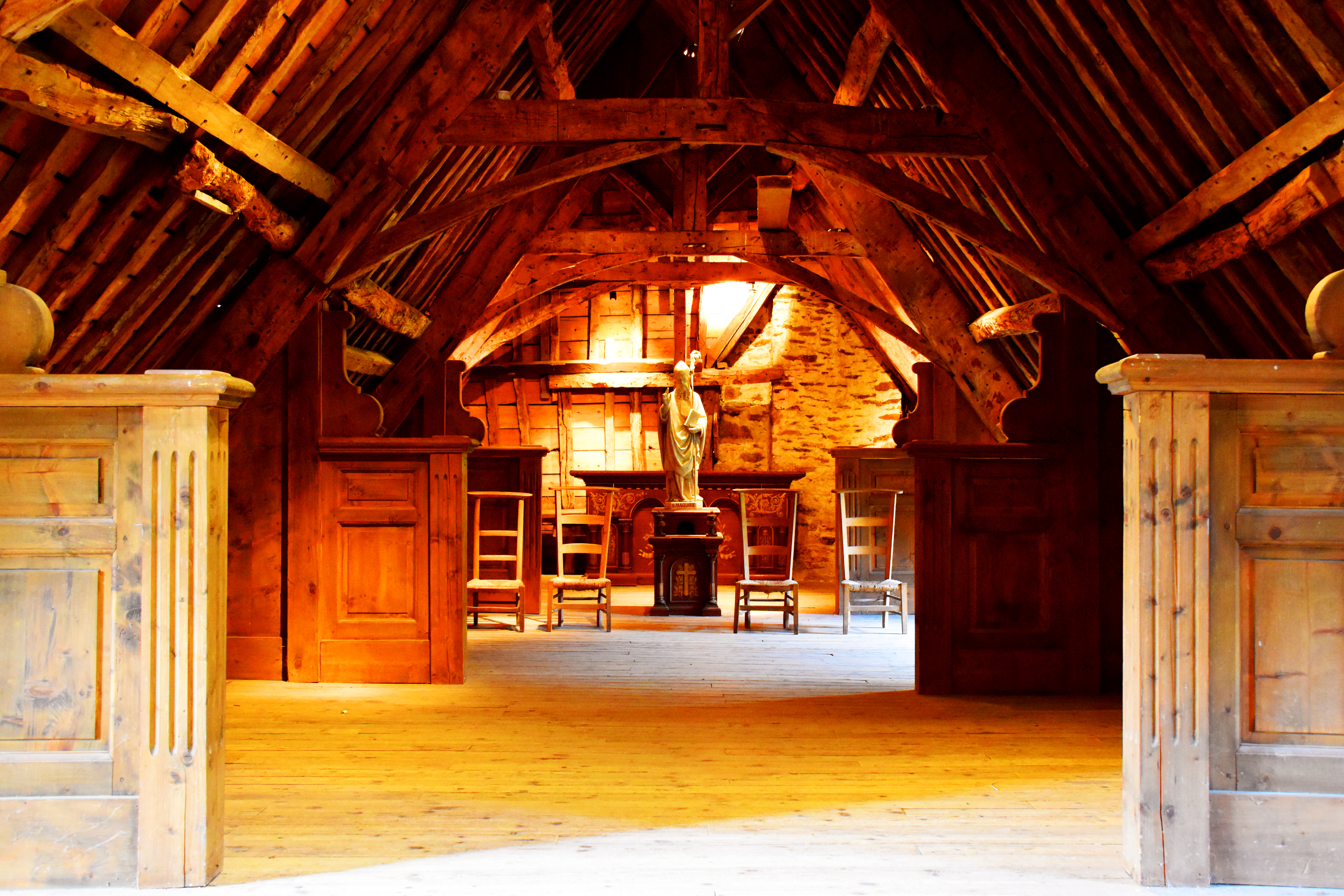
Lehon - Saint-Magloire.

Léhon [leɔ̃] est une ancienne commune française du département des Côtes-d'Armor, ville voisine de Dinan en amont (2 km au sud), dans la région Bretagne, en France. Elle a fusionné avec Dinan le 1er janvier 2018.

## Géographie
Dans la partie orientale du département des Côtes-d'Armor, Léhon se situe aussitôt au sud de Dinan et constitue une banlieue résidentielle chic et assez aisée de cette ville. Géographiquement, on peut distinguer le bourg de Léhon d'une douzaine de hameaux d'habitations qui se sont développés surtout depuis la deuxième moitié du XXe siècle. Le bourg se trouve à l'extrémité est du village, dont le canal d'Ille-et-Rance constitue la frontière avec la ville voisine de Lanvallay. Ce bourg de petite taille est constitué de petites maisons en pierre typiques, d'une abbatiale jointe à un ancien monastère et aux vestiges d'un château fort du Moyen Âge.
Pour schématiser, le centre géographique de la commune est occupé par un bois et tout autour on trouve d'anciens lieux-dits. Le territoire du village est fortement dénivelé entre sa partie ouest, plus élevée et est, le long du canal. Léhon fait partie des six petites cités de caractère de Bretagne du département.

### Géologie
Le sous-sol granitique a permis l'exploitation d'un granite de bonne qualité. Ainsi, entre 1847 et 1849, les carrières au lieu-dit la Foresterie ont fourni plus de 1 600 m3 de matériaux pour la construction du viaduc de Dinan. Elles ont été ouvertes dans un vallon de 40 mètres de profondeur, un chemin en pente facilitant l'acheminement par le canal d'Ille-et-Rance.

### Hydrographie

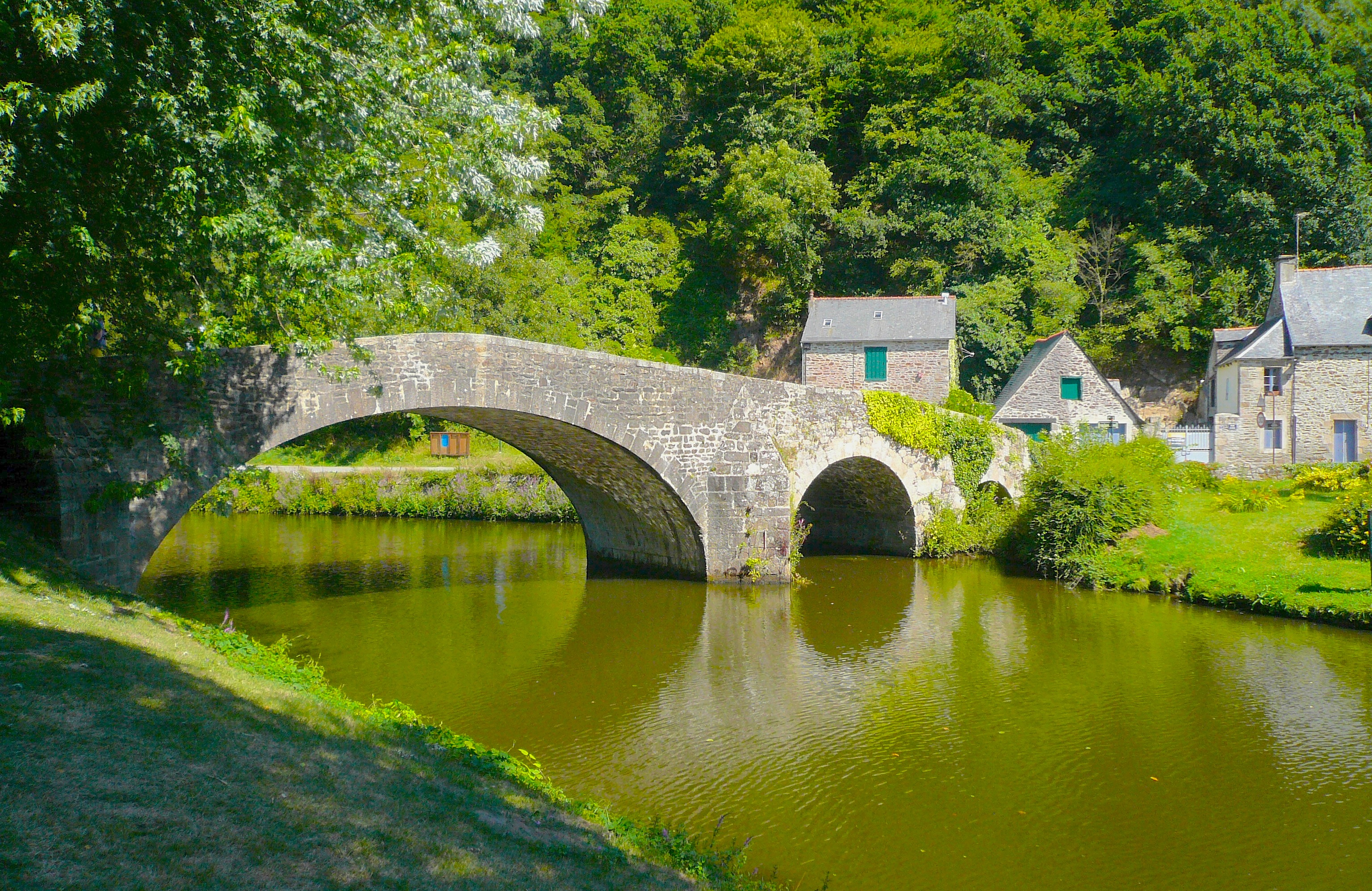
Le petit pont sur la Rance à Léhon.

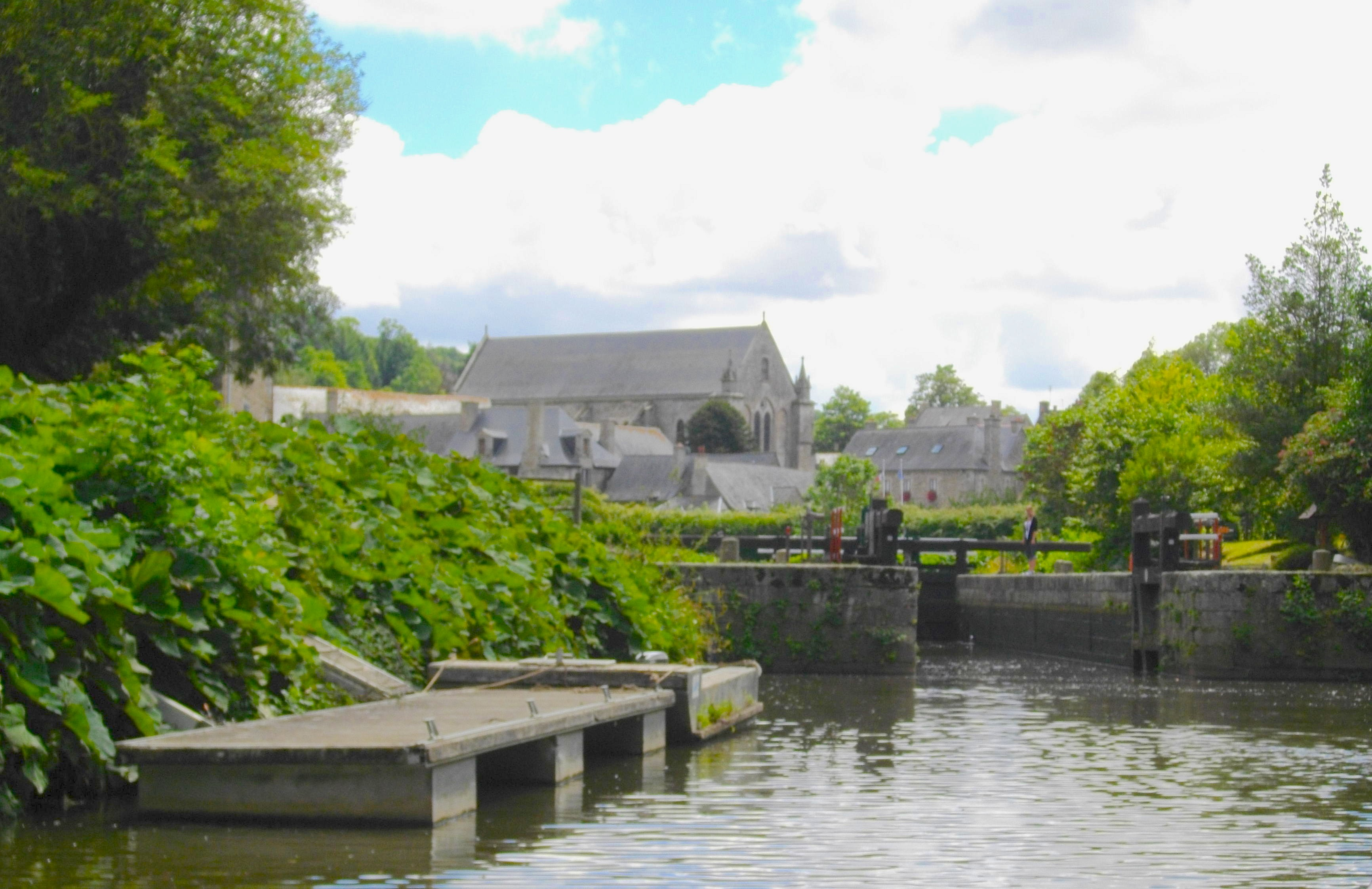
Écluse no 47 à Léhon
sur le canal d'Ille-et-Rance.

- Le canal d'Ille-et-Rance longe la commune sur toute la partie est de son territoire. Il est alimenté à hauteur du bourg par un ruisseau qui traverse le territoire de la commune d'ouest en est. La Rance est navigable jusqu'à Léhon depuis l'estuaire.
- Ruisseau de la Haye.
- Ruisseau de la Ville-aux-Mouches (alimenté par le rû des Vilots).
- Ruisseau de Basse Galinais (alimenté par le rû de Clémom et le rû des Champs Brunets).

### Les hameaux
la Salmonais - Haut-Etage - la Bénardais - la Marotais - Bousiné - le Chat - la Nourais - la Petite Nourais  -  la Gautrais - la Cochais - les Clos Galets - les Petits Clos Galets - le Saint-Esprit - la Grande-Haye (les Ponts-Pillets) - la Haye - le Grand Coulbart - le Moulin de Cassepot - la Brancherie - les Granges - les Champs Brunets - Clermont (XIIe) - Haute-Gâtinais - Basse-Gâtinais - la Ville-es-Mouches - Ville-es-Oiseaux - la Chouanière - les Villes - les Vilots - Haut-Eclair - les Bas Villots - Saint-Suliac.

## Toponymie
Le nom de la localité est attesté Lehon en 1182, Lehun en 1184, Lehonum en 1229, Lehon en 1230 et 1233, Lehonnio en 1371, Lehonio en 1453, Leoon en 1636 et Lehon en 1709.
La forme ancienne terminée par -hun indique l'évolution finale dans les langues d'oïl de l'élément celtique continental « gaulois » -dūnon signifiant « citadelle ». On retrouve ce terme celtique dans les toponymes de Dinan, Dinard, Lugdunum-Lyon, Edimbourg ou Verdun par exemple.
La forme bretonne proposée par l'Office public de la langue bretonne est Lehon.

## Histoire

### Antiquité
Il n'existe pas de traces d'une occupation du site sous l'Antiquité. Des gisements de pierres taillées ont été trouvés sur les communes avoisinantes, mais pas de menhir ni dolmen. Puis les Celtes arrivent, les Coriosolites, une tribu gauloise installée entre Le Gouët et la Rance avec Corseul comme capitale, fait entrer Léhon dans l'histoire. Les Romains occupent les lieux entre le Ier siècle et le Ve siècle apr. J.-C., Corseul est chef-lieu de la civitas romaine. Léhon est situé sur la voie romaine allant de Corseul à Rennes et l'on traverse la Rance à gué à l'emplacement de l'actuel pont de Léhon. La ville est habitée à l'époque des Gaulois et des Romains, des céramiques et divers vestiges l'attestant. Les Bretons arriveront entre les Ve siècle et VIIe siècle laissant leur marque dans la toponymie encore présente.

### Moyen Âge
En 850, six moines venant du pays de Galles s'installent dans la vallée de la Rance, priant Dieu jour et nuit pour obtenir des terres. Un jour de chasse aux sangliers, le roi Nominoë s'arrête en ces lieux et se laisse convaincre par les moines, à la condition de trouver des reliques d'un saint breton, il leur promet les terres de Léhon.
C'est l'un d'entre eux, Condan, qui a l'idée de récupérer le corps de saint Magloire qui repose depuis deux siècles dans l'île de Sercq. Ils s'embarquèrent sur la Rance et gagnèrent la pleine mer. Ils commirent leur larcin de nuit avec la complicité du ciel qui permit l'ouverture de la grosse dalle de pierre recouvrant le tombeau. De retour, ils s'arrêtent à Pleudihen-sur-Rance, sous un pommier ne donnant pas de fruit. Au matin, l'arbre porte de beaux fruits rouges, saint Magloire a béni les pommes de Pleudihen.
Nominoë, vint vénérer les reliques du saint, donnant terres et argent aux saints hommes, les miracles abondent, les pèlerins affluent, c'est l'âge d'or de l'abbaye Saint-Magloire de Léhon. Les seigneurs de Léhon, établissent une forteresse de bois sur le mamelon dominant la vallée de la Rance et le bourg se peuple. Les bâtiments de bois laissèrent rapidement place à ceux de pierre. Des querelles éclatèrent rapidement au sein de cette communauté. Les Vikings firent leur apparition vers 910 et les moines fuient vers Paris alors que l'abbaye est pillée et détruite.

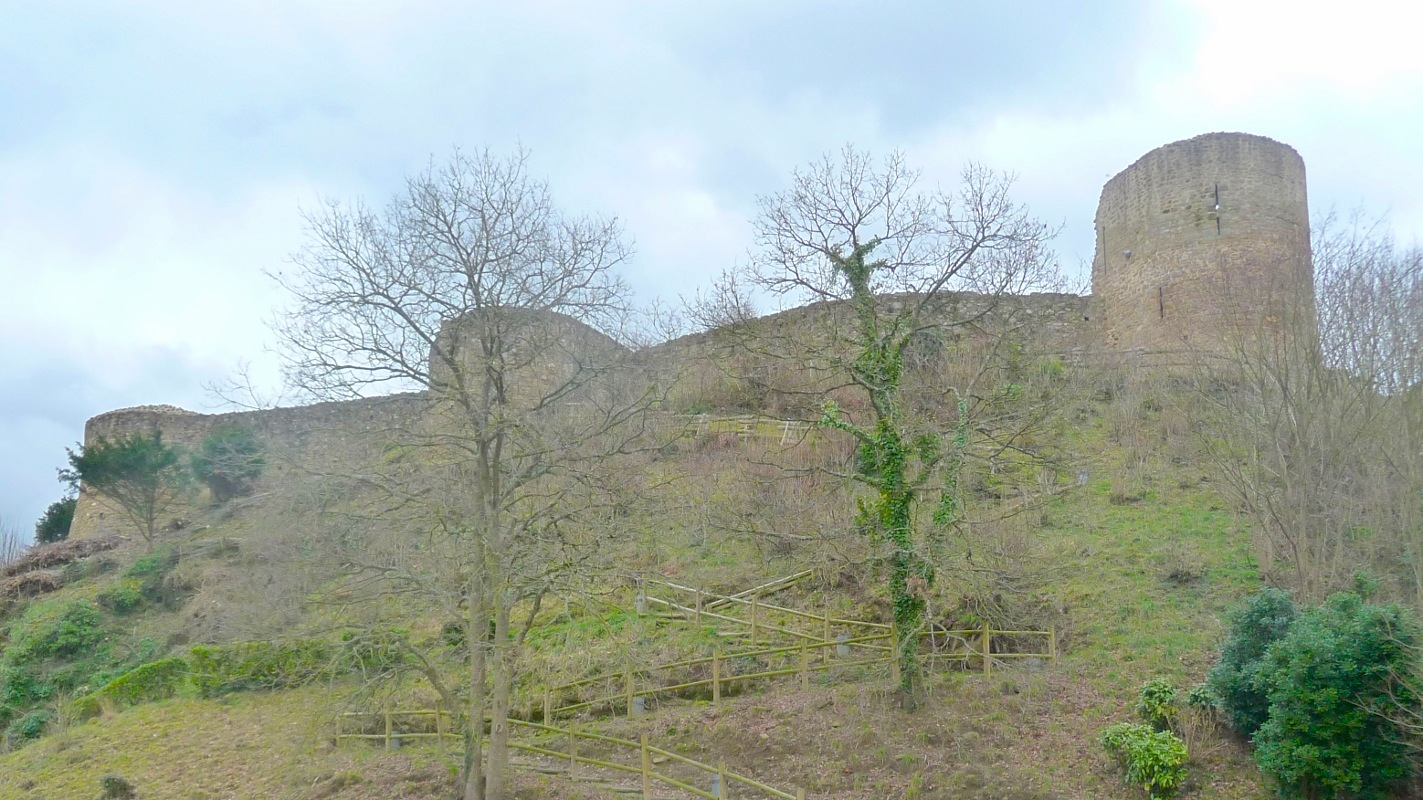
Le château de Léhon.

De 937 à 939, Alain II de Bretagne dit Barbe Torte libère la Bretagne. Après l'an mil, les moines exilés à Saint-Magloire de Paris retournent à Léhon relever l'abbaye qui reste sous la direction de l'abbaye de Paris et devient un prieuré. Le château est reconstruit. Il est mentionné en 1034 dans la querelle qui oppose en 1035 Alain III de Bretagne et Eudes, dit Éon Ier de Penthièvre, pour l'héritage de leur père Geoffroi Ier de Bretagne. Le château est assiégé en 1065 par le duc de Normandie et il est alors abandonné pour le château de Dinan, mais reconstruit en 1124. Alain de Dinan autorise les moines de Léhon à prendre du bois dans sa forêt de Dinan, autorisation confirmée en 1209 par Juhel de Mayenne époux de Gervaise.
Le château subit un autre siège en 1168 par Henri II roi d'Angleterre et le château est rasé l'année suivante, mais reconstruit en 1170. Le marché de ce fait disparaît. L'église paroissiale dédiée à Notre Dame, entourée de son cimetière est déjà mentionnée en 1156. En 1187, l'évêque de Saint-Malo fait un procès aux moines qui ont en 1187 vendu sans son accord leur ancien droit de marché aux seigneurs de Dinan-Bécherel.
En 1233, Gervaise de Dinan fait don de portion de forêt aux moines. En 1264, Alain II d'Avaugour, son petit-fils, seigneur de Dinan, vendra le fief de Dinan et de Léhon pour 16 000 livres tournois à Pierre de Bretagne. Celui-ci, partant pour la Croisade l'année suivante, cède son fief à son père Jean Ier de Bretagne.
Reconstruit au XIIIe siècle par Pierre Mauclerc, ce sont ses ruines que l'on voit aujourd'hui. Le fief est la propriété de Gervaise de Dinan. En 1344, les faubourgs de Dinan sont incendiés par les troupes du comte de Salisbury. En 1357, la commune subit un nouveau siège des Anglais commandés par le duc de Lancastre. Dans le cadre de la Guerre de Succession de Bretagne, Olivier de Clisson pille Dinan et ses faubourgs en 1379. Les places fortes de Léhon et de Dinan seront restituées au duc de Bretagne, Jean IV, après le second Traité de Guérande, du 13 janvier 1381.
À la fin du XIVe siècle, le fief est peuplé de 70 feux soit environ 350 personnes en 1395. La peste noire sévit de 1400 à 1470 pratiquement tous les dix ans. Le recensement de 1427 à 1432 laisse apparaître une population de 50 feux à Léhon soit 250 personnes environ.
Tout au long des XIIIe et XIVe siècles, le prieuré va s'enrichir de nouvelles dîmes, églises et terres. L'institution de la commende en 1440 va ouvrir le chemin de la décadence de l'abbatiale. Le premier abbé commendataire sera Guillaume d'Estouville de 1451 à 1483. En 1446, première Réformation des titres de noblesse. De 1488 à 1491, la peste et la famine ravagent la région.

### Renaissance
En 1543, le prieur a le droit de Haute, Moyenne et Basse Justice. En 1601, François Racine de Corseul, coupable de deux meurtres, est exécuté par pendaison au gibet du prieuré à côté de la Grande-Haye. La réforme des ordres monastiques se fit à Léhon avec l'arrivée de jeunes religieux en 1604. Les plus scandaleux parmi les vieux moines regagnèrent Marmoutier. Le Père Noël Mars fut une figure rayonnante de cette nouvelle génération de religieux.

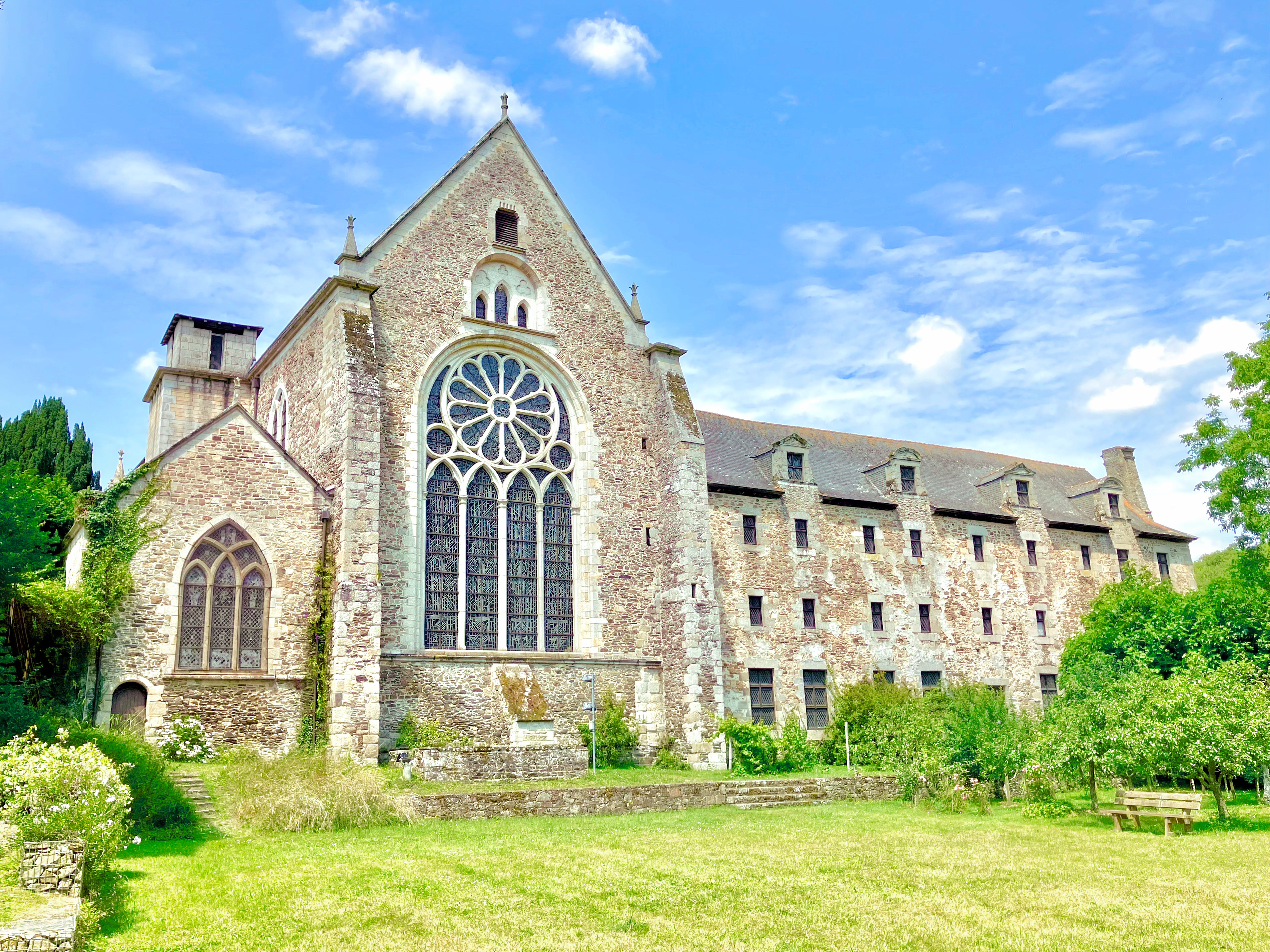
L'abbaye Saint-Magloire de Léhon.

Les ruines du vieux château sont données par le roi Louis XIII, en 1620 à Charles Bruslard, prieur commendataire du couvent de Léhon (1588-1622) et aumônier du roi, qui se servira des pierres pour le réfectoire du couvent. Il fait rebâtir le portail la même année et réparer le dortoir en 1628, année où l'ordre est rattaché à la Congrégation de Saint-Maur. Jean de l'Estrade prieur commendataire (1670-1674) releva le cloître, fit restaurer les bâtiments conventuels et fit refaire le mur qui borde la Rance.
Le duc de Mercœur, gouverneur de Bretagne érigea la Cour et Sénéchaussée royale de Dinan en présidial (1588-1589). Guillaume d'Argentré en est le Président, maître Jean Nicolas de la Touche et Denis Desservillede la Bénardais sont conseillers. Le prieuré Saint-Magloire relève du présidial de Rennes. Le prieuré de Léhon avait seul, avec les Commanderies de Saint-Jean de Jérusalem et certains évêchés, le doit de Quintaine, qu'il utilisait allègrement.

### L'Époque moderne
En 1720, Louis XV signe la suppression des menses prieurales et conventuelles de 11 couvents dépendant de Marmoutiers seule la conventuelle est conservée pour Léhon.
En décembre 1756, Pierre Quentin coupable de plusieurs meurtres est pendu. La religion ne fait plus recette et le prieuré qui ne comporte plus que 6 moines, ferme le 24 mai 1767, les religieux partant de nuit. Cela rappelle quelque peu l'arrivée à Léhon des moines 900 ans plus tôt. La population est d'environ 400 personnes vers 1760 et de 600 vingt ans plus tard. En 1788, trois régiments de Penthièvre séjournent à l'abbaye depuis un an. En 1790, Léhon devient une commune et l'année suivante la juridiction du prieuré est supprimée, les biens sont vendus dont l'abbaye elle-même le 19 mars 1792. Le curé vient la nuit célébrer la messe dans la boutique des sœurs Le Hardy.
La commune de Tressaint est rattachée à Léhon en 1803 puis à Lanvallay en 1807. En 1835, c'est l'arrivée des frères de Saint-Jean-de-Dieu, qui établissent un asile d'aliénés au lieu-dit :  les Bas Foins. Aussi, la population va tripler de 640 habitants à 1283 en 1880.

### LeXXesiècle

#### Les guerres duXXesiècle
Le monument aux morts porte les noms des 43 soldats morts pour la Patrie :
- 38 sont morts durant la Première Guerre mondiale ;
- 5 sont morts durant la Seconde Guerre mondiale.

Au cours du XXe siècle, le village conserve, restaure et met en valeur les ruines de son château médiéval : bases des tours datant de la fin du XIe siècle et architecture du XIIIe siècle.

### LeXXIesiècle
Le 13 décembre 2012, le conseil municipal de Léhon s'est dit favorable à une fusion avec la commune de Dinan. Cette fusion se réalise le 1er janvier 2018.

## Politique et administration

### Sous l'Ancien Régime
Le pouvoir religieux appartient au curé dépendant de l'évêque de Saint-Malo dont l'influence est considérable sur le plan spirituel et moral. Les biens de la paroisse sont gérés par le général de paroisse, son cadre dépasse le domaine religieux puisqu'il gère les écoles, routes, sépultures, procès, gens de guerre à loger, impôts etc.
Le pouvoir civil local est représenté par le général de paroisse, la Fabrique, une sorte de conseil composé de 12 membres choisis parmi les notables les plus imposés de la paroisse. Deux fabriciens président, chargés de secourir les pauvres, d'entretenir les lieux de culte et de collecter les impôts. C'est au cours de la grand-messe que les affaires administratives de la paroisse sont annoncées.
Le pouvoir administratif royal dépend de la subdélégation de Dinan. Les petits délits sont jugés par la justice du prieuré mais le pouvoir judiciaire dépend de la sénéchaussée de Dinan.
Sous le premier empire la commune est rattachée au canton de Saint-Sauveur.

### Liste des curés
- 1802 : Ange Caron.

### Liste des maires
| Période                                  | Période              | Identité                       | Étiquette    | Qualité                                                                                  |
| ---------------------------------------- | -------------------- | ------------------------------ | ------------ | ---------------------------------------------------------------------------------------- |
| 19 avril 1790                            | 2 juillet 1790       | Guillaume Viel Grandchamp      |              |                                                                                          |
| 2 juillet 1790                           | 20 novembre 1791     | Gilles Pépin                   |              |                                                                                          |
| 20 novembre 1791                         | 9 décembre 1792      | Laurent Lemy                   |              |                                                                                          |
| 9 décembre 1792                          | 10 mars 1793         | Pierre Amiot                   |              |                                                                                          |
| 10 mars 1793                             | 27 janvier 1795      | Gilles Pépin                   |              |                                                                                          |
| 27 janvier 1795                          | 29 mai 1797          | Thomas Duchalonge              |              |                                                                                          |
| 29 mai 1797                              | 20 juin 1800         | François Bonnier               |              | agent                                                                                    |
| 20 juin 1800                             | 18 août 1800         | Joseph Burllourde              |              | agent                                                                                    |
| 18 août 1800                             | 27 janvier 1805      | Guillaume Viel Grandchamp      |              |                                                                                          |
| 27 janvier 1805                          | 30 août 1815         | Joseph Burllourde              |              | nommé                                                                                    |
| 30 août 1815                             | 23 mars 1823         | Désiré Guisnel                 |              | nommé                                                                                    |
| 23 mars 1823                             | 8 octobre 1848       | Joseph Amiot                   |              | nommé                                                                                    |
| 8 octobre 1848                           | 10 août 1856         | Jean-Marie Amiot               |              | nommé                                                                                    |
| 10 août 1856                             | 10 septembre 1860    | François Duponcel              |              | adjoint faisant fonction                                                                 |
| 10 septembre 1860                        | 10 octobre 1869(dém) | François Duponcel              |              | nommé                                                                                    |
| 27 mars 1870                             | 17 juin 1888         | Louis Chupin                   |              | nommé                                                                                    |
| 17 juin 1888                             | 17 mai 1904          | Fernand Le Fer de la Gervinais |              |                                                                                          |
| 17 mai 1904                              | 17 mai 1925          | François Rouxel                |              |                                                                                          |
| 17 mai 1925                              | 6 décembre 1934      | Louis Jan                      |              |                                                                                          |
| 6 décembre 1934                          | 6 décembre 1934      | Jean Blevin                    |              |                                                                                          |
| 6 décembre 1934                          | 12 novembre 1939     | Jean Morin                     |              |                                                                                          |
| 2 juin 1940                              | 17 septembre 1944    | Jean Blevin                    |              | maire par délégation                                                                     |
| 17 septembre 1944                        | 28 janvier 1945      | François Viot                  |              | délégué                                                                                  |
| 28 janvier 1945                          | 3 janvier 1954       | François Viot                  |              |                                                                                          |
| 3 janvier 1954                           | 28 février 1954      | Ernest Lucas                   |              | adjoint remplaçant le maire                                                              |
| 28 février 1954                          | 7 juin 1957          | Olivier Briand                 |              |                                                                                          |
| 7 juin 1957                              | 22 mars 1959         | Ernest Lucas                   |              |                                                                                          |
| 22 mars 1959                             | mars 2001            | Georges Hervé                  | Centriste    |                                                                                          |
| 18 mars 2001                             | 4 avril 2014         | Léo Carabeux                   | DVD          | Cadre d'assurance retraité                                                               |
| 4 avril 2014                             | 31 décembre 2017     | René Degrenne                  | Centre droit | Cadre commercial, directeur de centre des profits Conseiller départemental (depuis 2015) |
| Les données manquantes sont à compléter. |                      |                                |              |                                                                                          |

### Jumelages
Léhon est jumelée avec la ville d'Abstatt en Allemagne, dans le Land du Bade-Wurtemberg. Des séjours outre-Rhin sont organisés tous les ans notamment avec les écoles.

## Populations et société

### Évolution démographique
| 1793 | 1800 | 1806 | 1821 | 1831 | 1836 | 1841 | 1846  | 1851 |
| ---- | ---- | ---- | ---- | ---- | ---- | ---- | ----- | ---- |
| 533  | 529  | 513  | 545  | 552  | 640  | 933  | 1 080 | 713  |

| 1856  | 1861  | 1866  | 1872  | 1876  | 1881  | 1886  | 1891  | 1896  |
| ----- | ----- | ----- | ----- | ----- | ----- | ----- | ----- | ----- |
| 1 326 | 1 336 | 1 440 | 1 374 | 1 473 | 1 462 | 1 288 | 1 326 | 1 405 |

| 1901  | 1906  | 1911  | 1921  | 1926  | 1931  | 1936  | 1946  | 1954  |
| ----- | ----- | ----- | ----- | ----- | ----- | ----- | ----- | ----- |
| 1 421 | 1 538 | 1 587 | 1 482 | 1 607 | 1 594 | 1 657 | 1 424 | 1 655 |

| 1962  | 1968  | 1975  | 1982  | 1990  | 1999  | 2004  | 2006  | 2009  |
| ----- | ----- | ----- | ----- | ----- | ----- | ----- | ----- | ----- |
| 1 848 | 2 415 | 2 655 | 3 124 | 3 219 | 3 103 | 2 766 | 2 872 | 2 969 |

| 2014  | 2015  | - | - | - | - | - | - | - |
| ----- | ----- | - | - | - | - | - | - | - |
| 3 033 | 3 072 | - | - | - | - | - | - | - |

### Vie politique
Maire de 2001 à 2014, Léo Carabeux, sans étiquette politique, est considéré comme de droite. En revanche, les électeurs de la commune ont plutôt tendance à voter à gauche, en témoignent les différents résultats électoraux récents dans la commune.

#### Élection présidentielle française de 2007
| Candidat        | Premier tour | Second tour |
| --------------- | ------------ | ----------- |
| Ségolène Royal  | 29,42 %      | 53,46 %     |
| Nicolas Sarkozy | 28,6 %       | 46,54 %     |
| François Bayrou | 25,45 %      | -           |

Lors l'élection présidentielle de 2007, douze candidats s'affrontent. A Léhon, Ségolène Royal, la candidate socialiste arrive en tête au premier comme au second tour - quand bien même Nicolas Sarkozy la devance à l'échelle nationale.
Au second tour de l'élection du président de la République en 2007, le chiffre de la participation a été très important avec un chiffre remarquable : 89,56 % ce qui est supérieur à la moyenne nationale.

#### Élection municipale léhonnaise de 2008
Lors des élections municipales de 2008, deux listes, officiellement sans étiquette politique, s'affrontaient : celle du maire sortant Léo Carabeux et une liste indépendante dite « sociale-démocrate ». À l'issue du scrutin, la liste de Léo Carabeux arrive en tête et celui-ci est réélu d'une courte majorité.

#### Élection régionale bretonne de 2010
Au second tour des élections régionales de 2010 la liste du Parti Socialiste et de Bretagne-Écologie emmenée par Jean-Yves Le Drian a recueilli plus de 50 % des suffrages dans une triangulaire qui l'opposait à la liste UMP de Bernadette Malgorn, près de 33 %, et à la liste Europe Écologie de Guy Hascoët, environ 17 %.

#### Élection présidentielle française de 2012
| Candidat              | Premier tour | Second tour |
| --------------------- | ------------ | ----------- |
| François Hollande     | 33,14 %      | 54,66 %     |
| Nicolas Sarkozy       | 28,34 %      | 45,34 %     |
| François Bayrou       | 13,18 %      | -           |
| Jean-Luc Mélenchon    | 10,09 %      | -           |
| Marine Le Pen         | 9,39 %       | -           |
| Eva Joly              | 2,29 %       | -           |
| Philippe Poutou       | 1,49 %       | -           |
| Nicolas Dupont-Aignan | 1,17 %       | -           |
| Nathalie Arthaud      | 0,64 %       | -           |
| Jacques Cheminade     | 0,27 %       | -           |

L'élection présidentielle de 2012 voit s'affronter dix candidats. Comme au niveau national, le candidat socialiste François Hollande arrive en tête dans la commune de Léhon.
Au premier tour de l'élection du président de la République en 2012, le chiffre de la participation a été très important avec un chiffre de 88,46 % ce qui est bien supérieur à la moyenne nationale.
Lors du second tour de cette élection, François Hollande arrive à nouveau en tête avec 54,66 % des suffrages. Il fait donc mieux que Ségolène Royal dans la commune cinq ans auparavant. Avec 45,34 % des voix, le président sortant Nicolas Sarkozy perd lui 12 voix par rapport à 2007. Au second tour, le chiffre de la participation a été légèrement plus important qu'au premier avec 88,89 % de votants.

### Établissements scolaires
On dénombre pas moins de trois écoles du premier degré sur le territoire de la commune : deux écoles publiques, l'école Victor-Hugo et l'école dite du Château et une école privée, l'école Du Guesclin [mise à jour nécessaire].

### Équipements sportifs
Dans les années 1980, une salle omnisports (baptisée depuis Delphes) pour le handball, le patinage sur roulettes et les pratiques scolaires a été réalisée quartier de La Nourais, elle s'accompagne d'un terrain de foot, d'un terrain de rugby et d'une piste d'athlétisme. Au début des années 2000, un local pour les associations de rugby et d'athlétisme a vu le jour. En 2010, une nouvelle salle baptisée Olympie a été inaugurée et elle regroupe les activités de gymnastique, de danse, de boxe, de tir à l'arc et de musculation. Le complexe sportif de La Nourais est un des plus grands sites pour la pratique du sport dans la communauté de communes.
La commune est également équipée d'une salle de tennis et de badminton au bourg, et d'un terrain de football qui accueille le Dinan Léhon FC au Clos-Gastel. Il existe également la piscine des Pommiers qui est une piscine de plein-air et gérée par la communauté de communes. Celle-ci se situe dans le bourg de Léhon même si théoriquement elle apparait sur l'atlas de la communauté de communes comme étant partiellement à Dinan et partiellement à Léhon. La piscine est équipée de deux bassins principaux, l'un pour la natation et l'autre pour le loisir, et d'un triple toboggan.

## Économie

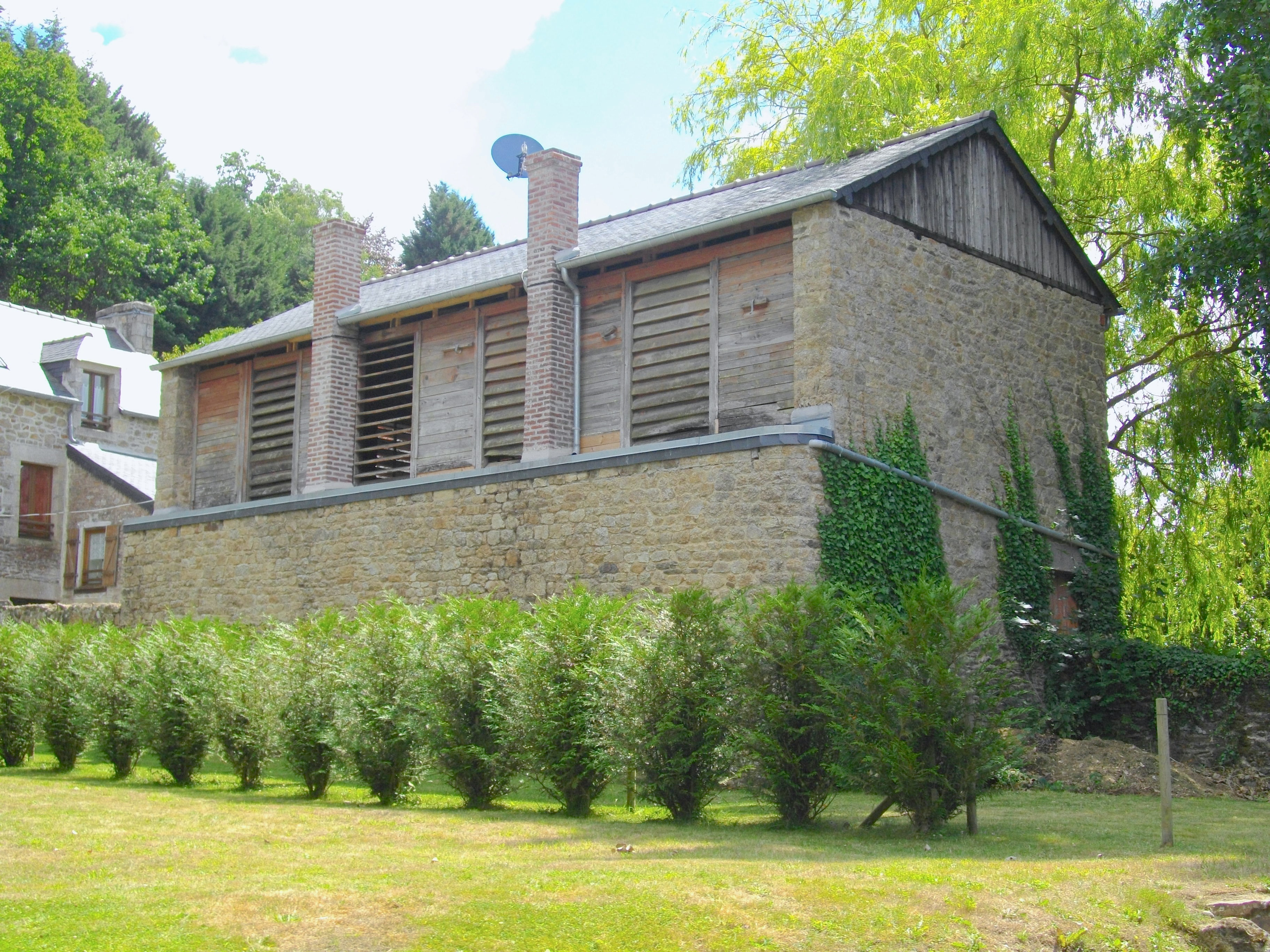
Grenier-séchoir des lavandières.

Essentiellement agricoles, les activités de la commune ont évolué au fil des siècles.
La culture du lin et du chanvre a aujourd'hui disparu dans la vallée de la Rance. En revanche, les paysans font pousser le pommier à cidre à partir du XVIIe siècle ainsi que les poires à cidre (poiré), les noyers, chênes et châtaigniers. Les cultures de froment, sarrasin, orge, paumelle étaient destinées à l'alimentation et l'avoine, le trèfle et le foin étaient pour le bétail. Jusqu'au XVIIIe siècle, le petit paysan possède une seule vache, lui fournissant lait et beurre et le petit lait pour son cochon. L'âne disparaît au profit du cheval pour tirer la charrue, et moutons, volailles complètent le cheptel avec une chèvre ou deux. En 1626 et 1627, avec deux années de pluies continuelles et de fortes crues, les récoltes pourrissent.
De 1795 à 1800, il y a au bourg une quinzaine de commerces dont six sont aussi débit de boissons et neuf ateliers de tisserands. Le XVIIIe siècle connaît une grande activité commerciale. La construction du viaduc de Dinan en 1852 va détourner le trafic et amorce le déclin du bourg.
Le tissage est pratiqué depuis le XVIe siècle dans la région de Dinan et participe à l'exploitation des toiles à partir de Saint-Malo, vers l'Espagne et l'Amérique du Sud. Le fil tissé part pour Rennes. Sur les bords de Rance, les toiles sont lavées, essorées et mises à blanchir sur les prés. Elles servent pour la confection de draps, nappes, torchons et chemises. On dénombre 31 tisserands entre 1795 et 1800. En 1854 est créée à Léhon la première manufacture industrielle pour le tissage du lin, elle a employé une quarantaine de personnes. En 1860, ils sont 100 à tisser les toiles pour les voiles des bateaux.

## Culture locale et patrimoine

### Lieux et monuments

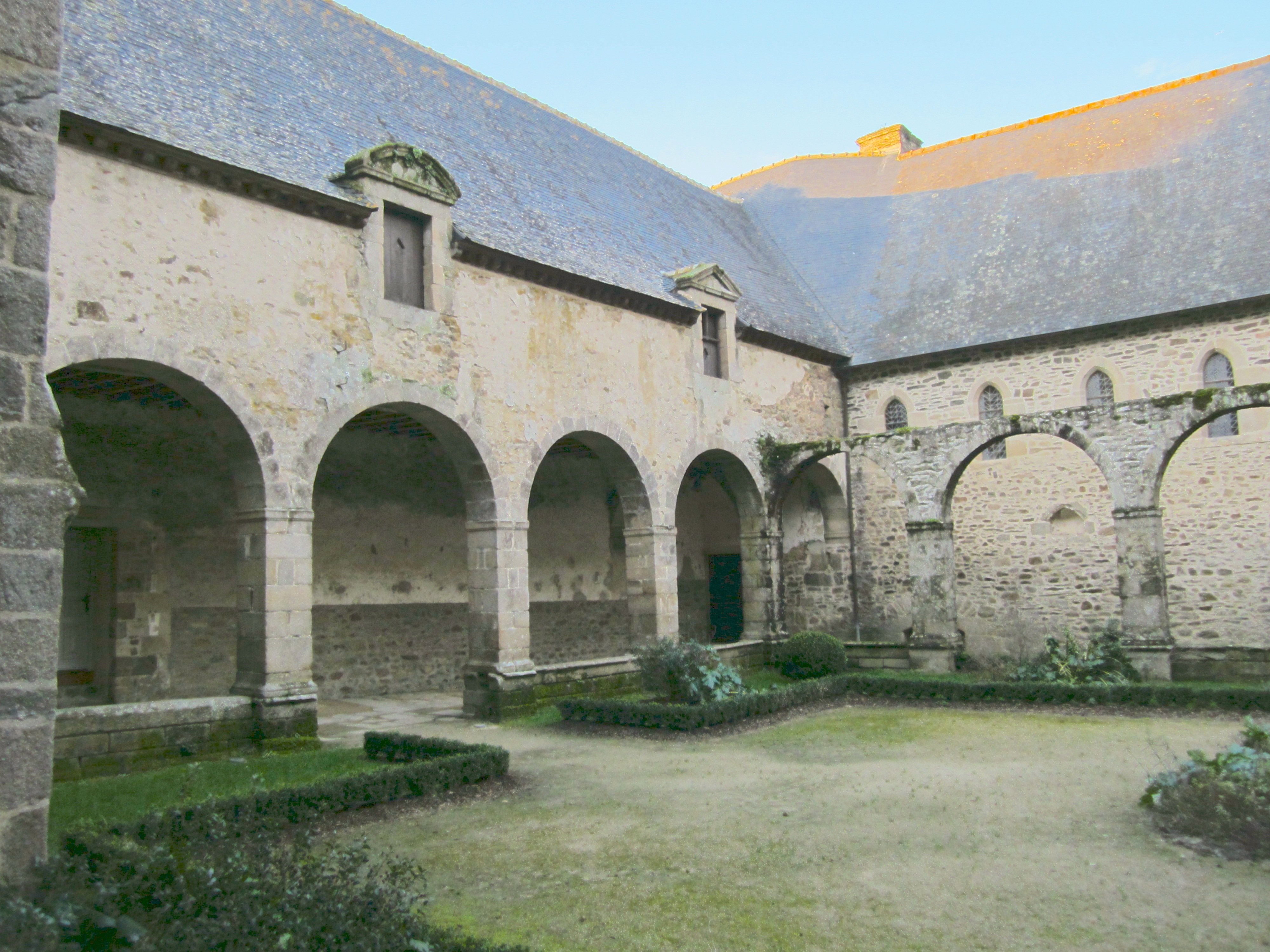
Cloitre de l'abbaye Saint-Magloire de Léhon.

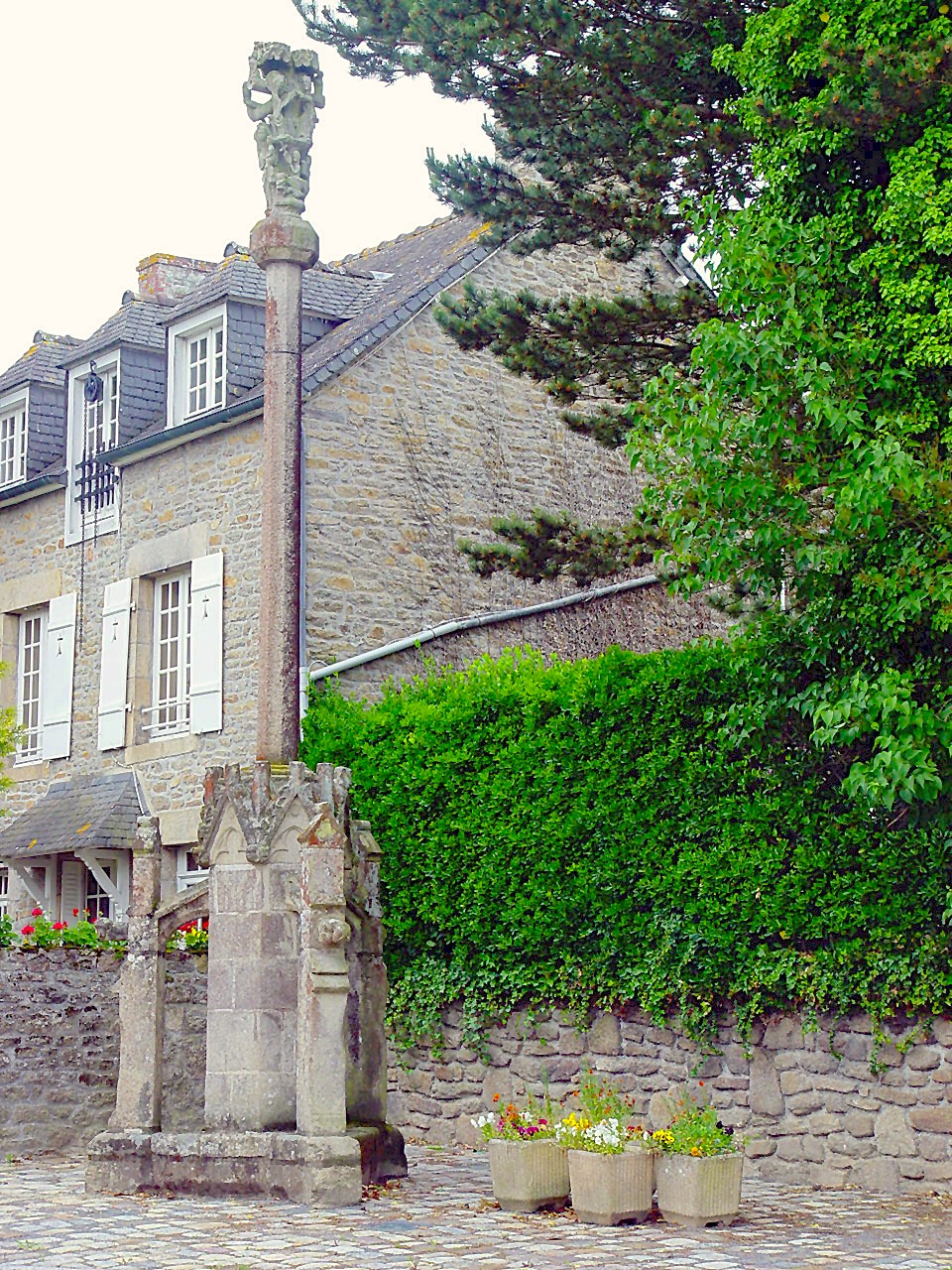
Le calvaire du Saint-Esprit.

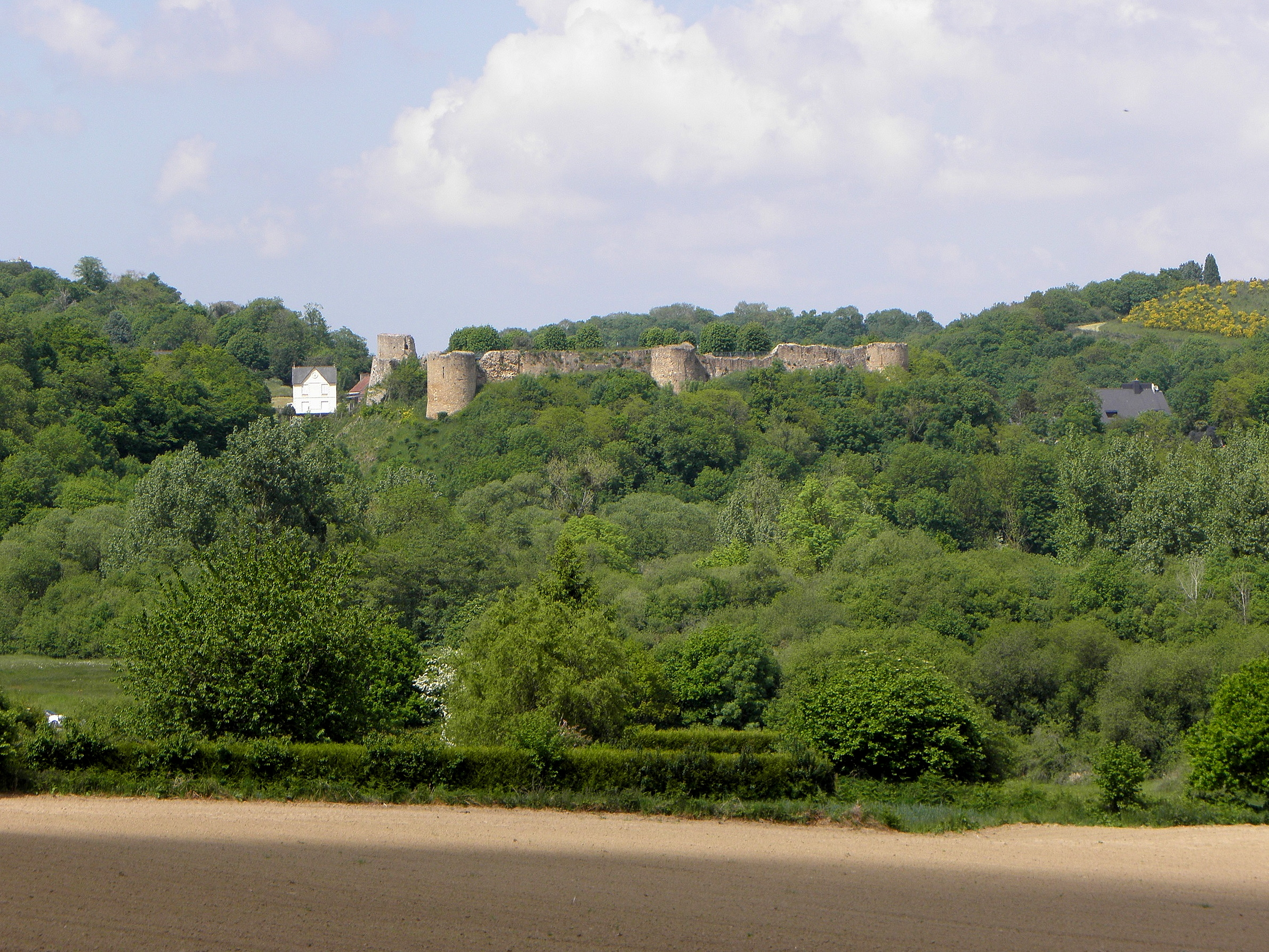
Château de Léhon.

- Abbaye Saint-Magloire de Léhon, rue de l'Abbaye, datant du IXe siècle, l'abbatiale et la commune ont servi de cadre au roman Le Trésor de l'abbaye (1876) de Raoul de Navery ; classé au titre des monuments historiques en 1875[8].
- Château de Léhon, en ruines, à l'entrée du bourg ; inscrit au titre des monuments historiques par arrêté du 9 novembre 2004[9]
- Calvaire du Saint-Esprit, classé au titre des monuments historiques par arrêté du 13 juillet 1907[10]
- Cuve baptismale du XIIIe siècle, classée Monument Historique en 1931
- Chapelle du Saint-Esprit (détruite)
- Chapelle de Clermont (détruite)
- Chapelle Saint-Joseph (détruite en 1964, située dans le château à l'emplacement du donjon)
- Église paroissiale du bourg (détruite)
- Reliquaire contenant des ossements de saint Magloire (nef de l'abbatiale)
- Saint-Magloire (Statue en bois XIVe, au musée de l'Abbaye)
- Pont de Léhon XVIIe siècle : il remplace un pont en bois, à l'emplacement du gué de la voie romaine Corseul-Rennes. Destruction de l'arche centrale par les Allemands en 1944, reconstruit en 1946.
- Mairie : ancien pressoir à cidre de l'abbaye, elle fut restaurée au XIXe siècle et le rez-de-chaussée servit d'école publique des garçons jusqu'en 1960.
- Maison de 1749 au Bourg, mairie en 1805, école des religieuses de Créhen de 1869 à 1891 puis habitation particulière depuis 1924.
- Vieilles maisons rurales, rue du Bourg.
- Manoir de la Marotais (XVIe siècle)
- Manoir de la Nourais (XVIIe siècle)
- Manoir de la Renardière (XVIIe siècle)
- Chapelle de la Fondation Saint-Jean, avenue Saint-Jean.

### Personnalités liées à la commune
- Durand : abbé du prieuré Saint-Magloire (1155-1181).
- Alain II d'Avaugour (1224-1267) : vicomte de Dinan Bécherel, comte du Goëllo.
- Clémence de Dinan : elle épouse Alain II d'Avaugour en 1255.
- Marguerite d'Avaugour : née Marie-Marguerite de Beaumont-Gâtinais, elle épouse en 1265 de Alain II d'Avaugour (abbaye de Léhon).
- Gervaise de Dinan (? - 1237) : inhumée dans l'abbaye de Léhon.
- Charles de Blois, béatifié (1319-1364).
- Jean IV de Beaumanoir (? - 1366).
- Jean V de Beaumanoir et son épouse Thyphaine Du Guesclin, nièce du connétable.
- Robert de Beaumanoir (? - 1408).
- Raoullin Pollo (? - 1416), de Redon père d'un prieur de Léhon (abbaye de Léhon).
- Dom Noël Mars (1576-1611), religieux béatifié, inhumé à l'abbaye.
- Cyrille Neveu (1973-), triathlète.
- Matthieu Tronel (1984-), comédien français, né à Léhon.
- Léa Buet (1989-), judokate internationale, née à Léhon.

### Héraldique
| Blason | Blasonnement : De gueules à la bande d'hermine, accompagnée en chef d'une crosse d'or et en pointe d'un château de trois tours du même. Commentaires : En terre monastique et féodale, Léhon s'est dotée d'un blason mi-partie : La crosse de l'Évêque Magloire, Saint Patron de l'Abbaye, les Tours du château séparées par un bandeau d'hermines, avec la couronne ducale surmontant l'ensemble. Le blason de la commune fut réalisé par Claude Haley, graveur de timbres en 1981. |

### Iconographie
- Charles-Henri Michel (1817-1905), Abbaye Saint-Magloire de Léhon, vers 1870-1871, fusain sur papier cartonné, Péronne, musée Alfred-Danicourt[11].